# Llista de valís d'Arbuna
Llista de valís d'Arbuna (720-759) des del setge de Narbona de 719 al setge d'Arbuna de 759.
La conquesta estable de la ciutat de Narbona (que els àrabs anomenaren Arbuna) fou el 720. Els magnats gots lleials a l'últim rei visigot Ardó s'hi havien refugiat. Amb el Setge de Narbona de 719 as-Samh ibn Màlik al-Khawlaní no arribà a ocupar la ciutat però quan a l'any següent tornà el bon temps, as-Samh continuà l'atac i la conquerí. Les ciutats veïnes de Besiers, Lodeva, Agde i Magalona foren sotmeses o preses les següents setmanes. Nimes, tanmateix, resistí.
És incert si des del primer moment exercí el primer valí, però no podien esperar gaire si no volien tornar-la a perdre. També és incert que l'últim valí arribés a Narbona abans que els francs l'ocupessin o, probablement, ja no arribà a entrar a la Septimània.
Narbona havia estat un comtat visigot abans de l'entrada d'as-Samh el 719 a la Septimània. Cal entendre que, en certa manera, el valiat continuà organitzat amb una autoritat "comtal" visigoda. Encara que amb documentació pobra, dispersa o inconnexa, continuen apareixent noms de comtes visigots en aquest període. Després del Setge d'Arbuna (759) passà a ser el Vescomtat de Narbona i els nous vescomtes passen a ser nomenats pel rei de Frància Occidental.

## Llista de valís d'Arbuna (720-759)
- Uthman ibn Naissa (720-730).[4][5][6]
- Yússuf ibn Abd-ar-Rahman al-Fihrí (730-740).[7][8]
- Abd-ar-Rahman ibn Àlqama (740-747).[8]
- Úmar ibn Úmar (747-?).[9]
- Abd-ar-Rahman ibn Uqba (759-759).[9][10] Nomenat valí l'octubre o novembre del 759 del territori entre Narbona i Tortosa,[11] nomenament que el fa també valí de Barxiluna.

## Comtes visigots
- Gilbert (c. 750).
- Miló (c. 752-753).
- Desconegut (753-759) (probablement seguia Miló).

## Primers comtes posteriors al Setge d'Arbuna (759)
- Miló (segona vegada?) 759? a 785? (testimoniat el 782)
- Magnari vers 785-793.[12]